# Colli Bolognesi Chardonnay spumante Colline di Oliveto
Le Colli Bolognesi Chardonnay spumante Colline di Oliveto est un vin effervescent blanc italien de la région Émilie-Romagne doté d'une appellation DOC depuis le 29 mai 1975. Seuls ont droit à la DOC les vins récoltés à l'intérieur de l'aire de production définie par le décret.

## Aire de l'appellation
La sous-zone « Colline di Oliveto » est définie par des parcelles dans les communes de Monteveglio, Crespellano et Monte San Pietro, dans la province de Bologne.

## Caractéristiques organoleptiques
- couleur : jaune paille plus ou moins intense, fine mousse.
- odeur : délicat, caractéristique, fruité
- saveur : sec ou aimable, harmonique, parfois vif

Le Colli Bolognesi Chardonnay spumante Colline di Oliveto se déguste à une température comprise entre 6 et 8 °C. Il se gardera 1 an.

## Production
Province, saison, volume en hectolitres :
- pas de données disponibles